# ロフラ・ニクパイ

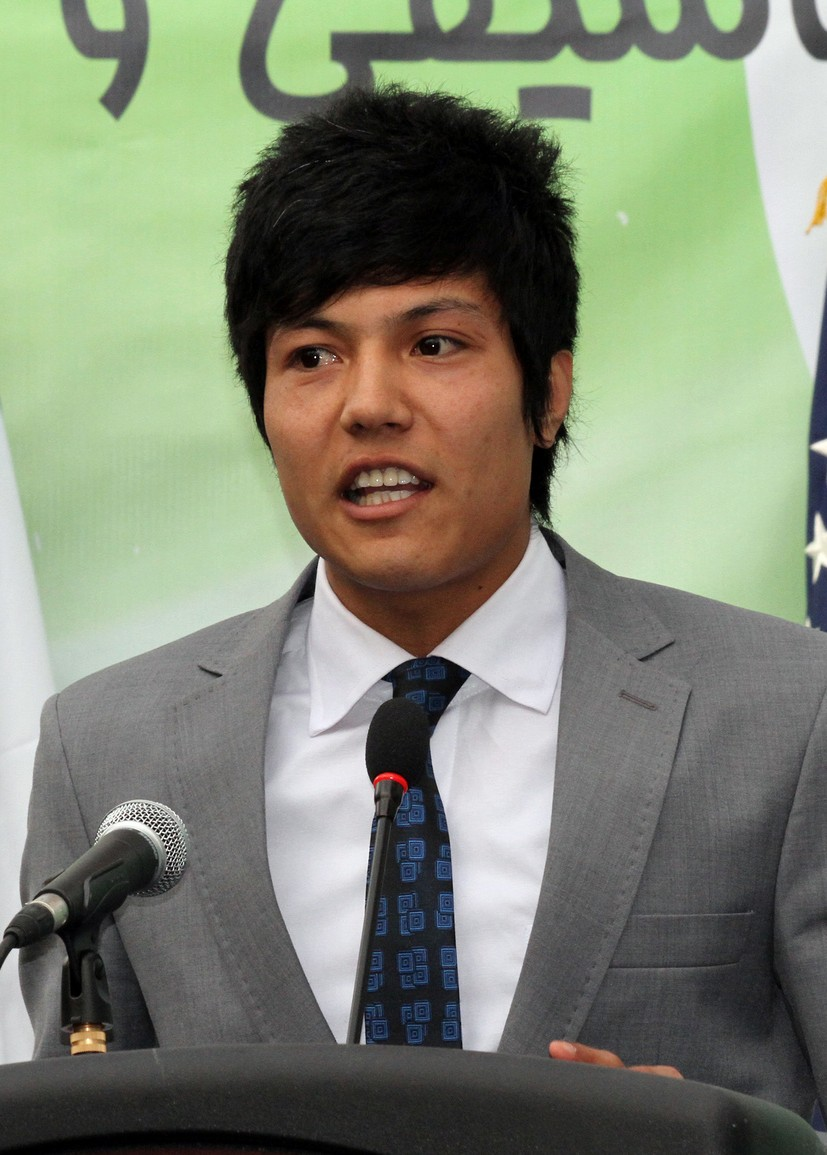
ロフラ・ニクパイ

ロフラ・ニクパイ（ペルシア語: روح‌الله نیکپا、Rohullah Nikpai、1987年6月15日 - ）は、アフガニスタンのテコンドー選手。2008年北京オリンピック及び2012年ロンドンオリンピックの銅メダリストである。ハザーラ人。

## 略歴
ニクパイは、カーブルの出身で、10歳のときからテコンドーをはじめた。アフガニスタン内戦でカーブルが戦場となる中、難民となり、家族とともにイランの難民キャンプに避難した。ニクパイは、ここで、アフガニスタン難民によるテコンドーチームに入る。2004年難民キャンプからカーブルは戻ったあとも、国が用意したトレーニング施設で練習を続け、2006年にドーハで開催されたアジア大会に出場を果たす。この大会ではベスト16で敗れている。
そして、2008年アフガニスタン代表として、北京オリンピックでは58kg級に出場。準々決勝でメキシコのギリェルモ・ペレスに敗れたものの、敗者復活戦を勝ち上がり、3位決定戦では2度世界選手権を制したこともあるスペインのフアン＝アントニオ・ラモスを下し、すべての競技を通じて初めてのメダルをアフガニスタンにもたらした。
ニクパイのメダル獲得後、同国大統領のハーミド・カルザイから電話がかかり祝福され、政府から家1軒贈られることとなった。ニクパイは「30年も戦争状態のわが国に、このメダルが平和へのメッセージとなってくれることを希望する」と語った。
2012年にも再びアフガニスタン代表としてロンドンオリンピックに出場し、68kg級で銅メダルを獲得した。現状、アフガニスタンが獲得したオリンピックメダルは全てニクパイが獲得したものである。